# Baron Corbin
Thomas Pestock (ur. 13 września 1984 w Lenexa w stanie Kansas) – amerykański wrestler, emerytowany bokser i gracz futbolu amerykańskiego. Najbardziej znany jest ze swojej kariery w WWE, gdzie występował pod pseudonimami ringowymi Baron Corbin, King Corbin i Happy Corbin.
Pestock grał dla zespołów NFL Indianapolis Colts i Arizona Cardinals na pozycji liniowego. Jest trzykrotnym zwycięzcą turnieju Golden Gloves. Wygrał trzeci coroczny André the Giant Memorial Battle Royal na WrestleManii 32. W 2017 zdobył walizkę Money in the Bank.

## Kariera futbolisty

### College
Pestock uczęszczał do Northwest Missouri State University, należącego do II dywizji NCAA. W latach 2005–2008 grał na pozycji lewego guarda w linii ataku uniwersyteckiej drużyny futbolu amerykańskiego – Bearcats. W 2007 Pestock otrzymał wyróżnienie Mid-America Intercollegiate Athletics Association, a w 2008 dostał się do pierwszego składu drużyny reprezentującej tę konferencję.

### Indianapolis Colts
Pestock nie został wybrany przez żadną drużynę podczas draftu NFL w 2009, lecz już 27 kwietnia podpisał kontrakt z drużyną Indianapolis Colts. 13 sierpnia został zwolniony, lecz sześć dni później ponownie dołączył do składu drużyny. 5 września zakończył współpracę z Colts.

### Arizona Cardinals
Pestock podpisał kontrakt przyszłościowy z Arizona Cardinals 18 stycznia 2010. Podczas treningów brał udział w licznych bójkach. 3 września został zwolniony, lecz trzy dni później dołączył do składu rozwojowego drużyny. 2 września 2011 został ponownie zwolniony.

## Kariera bokserska
W 2007 Pestock stał się dwukrotnym regionalnym mistrzem Kansas-Missouri Golden Gloves. Pestock wziął udział w krajowym turnieju 2008 Golden Gloves Tournament of Champions; pokonał Chaena Chessa, lecz przegrał walkę z Andrae Cathronem.

## Kariera wrestlera

### WWE

#### NXT (2012–2016)
W sierpniu 2012 Pestock podpisał kontrakt z federacją wrestlingu WWE. Został przypisany do rozwojowego brandu NXT i przyjął pseudonim ringowy Baron Corbin. W ringu zadebiutował 18 października 2012, przegrywając walkę z Dantem Dashem podczas house showu NXT. W programie telewizyjnym NXT po raz pierwszy pojawił się 8 maja 2013, przegrał wówczas walkę z Damienem Sandowem. 29 maja Corbin wziął udział Battle Royalu wyłaniającym pretendenta do NXT Championship; został wyeliminowany przez Masona Ryana. Przez następny rok występował jako jobber; jego ostatnią walką przed re-debiutem był przegrany Battle Royal podczas NXT z 8 maja 2014.

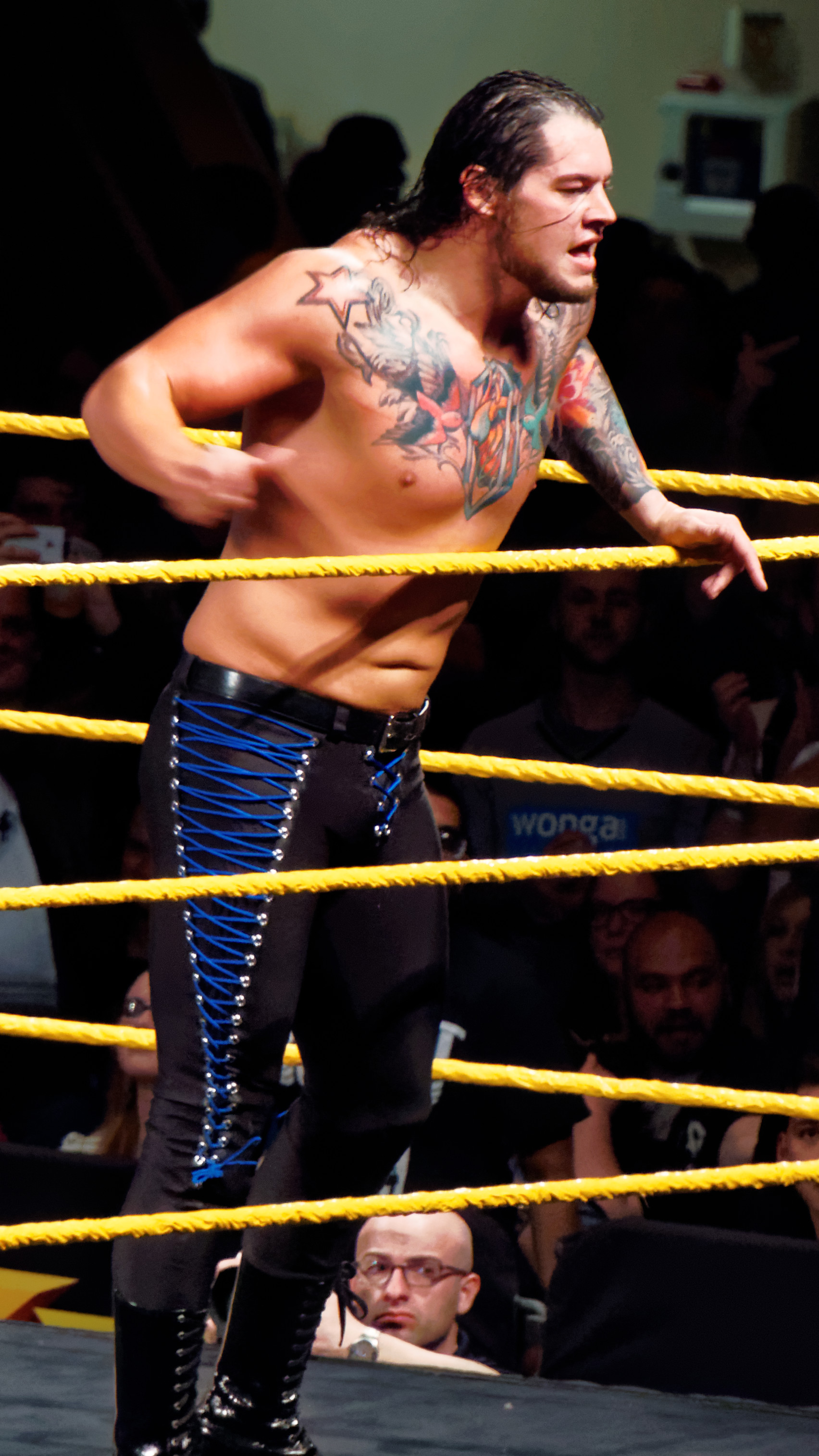
Corbin w marcu 2015 podczas „weekendu WrestleManii 31”.

Po dłuższej nieobecności Corbin powrócił z odmienionym wizerunkiem na gali NXT TakeOver: Fatal 4-Way i pokonał CJ'a Parkera. Wygrał też walkę rewanżową podczas następnego odcinka NXT. Przez resztę roku Corbin pokonywał rywali w szybkich pojedynkach (tzw. squashach). Rozpoczął krótką rywalizację z Bullem Dempseyem; zawodnicy zaczęli konkurować o to, który z nich szybciej kończy swoje walki. Na gali NXT TakeOver: R Evolution doszło do konfrontacji twarzą w twarz między rywalami. 14 stycznia 2015 zawodnicy w końcu zmierzyli się ze sobą w starciu singlowym; z pojedynku zwycięsko wyszedł Corbin. Wkrótce Corbin wziął udział w turnieju o miano pretendenckie do NXT Championship. Został wyeliminowany po przegranym półfinale przeciwko Adrianowi Neville’owi. Na gali NXT TakeOver: Rival Corbin pokonał Dempseya w kończącym rywalizację No Disqualification matchu. Podczas WrestleMania Axxess tuż przez WrestleManią 31 wziął udział w turnieju kwalifikującym do André the Giant Memorial Battle Royalu, lecz odpadł już w pierwszej rundzie po przegranej z Finnem Bálorem.
6 maja Rhyno wyzwał Corbina do walki na gali NXT TakeOver: Unstoppable. W następnym tygodniu Corbin pokonał Solomona Crowe’a i wedle scenariusza zaczął powoli przechodzić heel turn, zmieniając wizerunek na zarozumiałego i samolubnego wrestlera. Po walce doszło do konfrontacji i bójki między Corbinem a Rhyno. Na TakeOver: Unstoppable Corbin pokonał Rhyno, po czym rozpoczął rywalizację z Samoa Joem. 12 sierpnia na NXT Joe wyzwał Corbina do walki, co doprowadziło do krótkiej bójki między wrestlerami. Następnego tygodnia Corbin zaatakował Joego po jego walce, czego skutkiem było ogłoszenie walki między rywalami na NXT TakeOver: Brooklyn. Pojedynek na gali wygrał Joe – Corbin stracił przytomność po tym, jak przeciwnik założył na nim dźwignię Coquina Clutch.
Wkrótce Corbin połączył siły z byłym rywalem Rhino i wraz z nim wziął udział w drużynowym turnieju Dusty Rhodes Tag Team Classic. 2 września, na odcinku NXT, duo pokonało The Ascension, awansując do drugiej rundy turnieju, w której pokonali Johnny'ego Gargano i Tommaso Ciampę. Na gali NXT TakeOverː Respect Corbin i Rhyno pokonali Chada Gable i Jasona Jordana dostając się do walki finałowej turnieju, w której ostatecznie polegli Finnowi Bálorowi i Samoa Joemu. Po gali odbył się Battle Royal o miano pretendenta do NXT Championship; Apollo Crews wygrał walkę, eliminując Corbina jako ostatniego. Corbin zaatakował Crewsa podczas jego walki o tytuł, pozbywając go szansy na zdobycie NXT Championship. Doprowadziło to do walki między rywalami na gali NXT TakeOver: London, z której zwycięsko wyszedł Corbin.
27 stycznia 2016 Corbin wziął udział w Triple Threat matchu przeciwko Samiemu Zaynowi i Samoa Joemu o prawo do walki o NXT Championship; walka zakończyła się bez rezultatu, gdy Corbin poddał się po założeniu na nim dźwigni przez obydwu Zayna i Joego. Generalny Menedżer NXT William Regal pozbawił Corbina kolejnej szansy zdobycia miana pretendenckiego. W ramach zemsty Corbin zaatakował debiutującego Austina Ariesa. Na gali NXT TakeOverː Dallas przegrał pojedynek z Ariesem. 13 kwietnia Corbin pokonał Tuckera Knighta; była to jego ostatnia walka dla NXT.

#### SmackDown (2016)

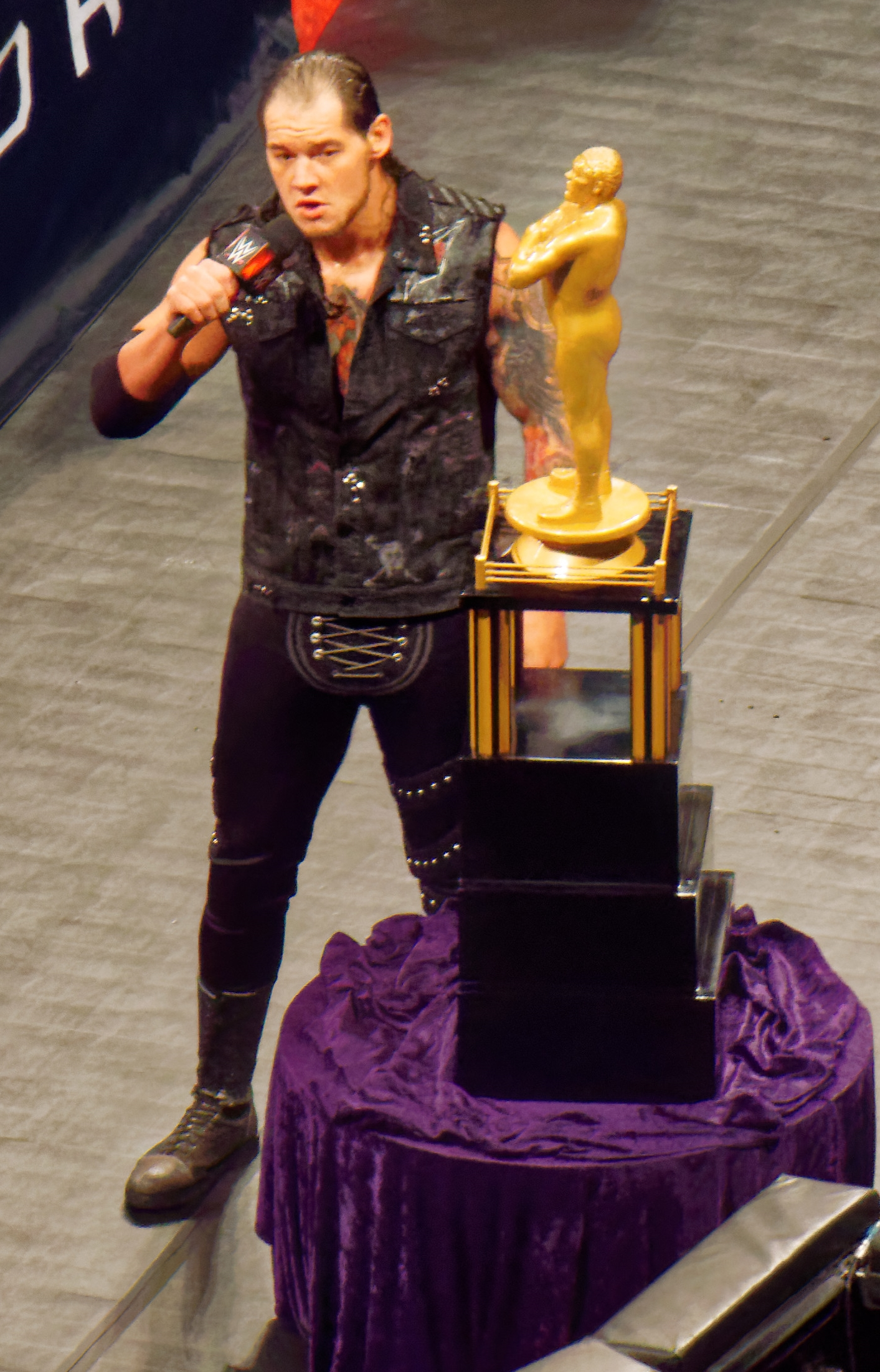
Corbin z trofeum André the Giant Memorial Trophy

3 kwietnia 2016, podczas WrestleManii 32, Corbin zadebiutował w głównym rosterze WWE jako niezapowiedziany wcześniej uczestnik André the Giant Memorial Battle Royalu; wygrał starcie eliminując Kane’a jako ostatniego i zdobył trofeum „André the Giant Memorial Trophy”. Następnej nocy na Raw zawalczył z Dolphem Zigglerem. Ich walka zakończyła się podwójnym wyliczeniem pozaringowym. Rywale zmierzyli się po raz kolejny, podczas pre-showu gali Payback, skąd zwycięsko wyszedł Ziggler. Podczas kolejnego Raw Ziggler wyeliminował Corbina z Battle Royalu o miano pretendenckie do United States Championship, lecz chwilę później stał się ofiarą ataku ze strony wroga. 9 maja Corbin pokonał Zigglera w starciu singlowym, a na gali Extreme Rules zwyciężył w No Disqualification matchu przeciwko rywalowi. 30 maja spotkali się w ringu po raz kolejny; Corbin wygrał pojedynek poprzez dyskwalifikację, kiedy Ziggler dopuścił się ciosu poniżej pasa. Ich ostateczne, kończące rywalizację starcie odbyło się podczas gali Money in the Bank; z pojedynku zwycięsko wyszedł Corbin.
19 lipca 2016, w wyniku WWE Draftu, Corbin został przeniesiony do brandu SmackDown. 2 sierpnia, podczas odcinka tygodniówki SmackDown, Corbin wziął udział w trzyosobowej walce z Apollem Crewsem i Kalisto o miano pretendenta do WWE Intercontinental Championship; Crews wygrał starcie dokonując przypięcia na Corbinie. Wściekły Corbin obwinił Kalisto o swoją przegraną i kilkukrotnie dopuścił się ataku na nim, ostatecznie kontuzjując go. Na gali Backlash pokonał Crewsa w walce singlowej. We wrześniu Corbin rozpoczął krótką rywalizację z Jackiem Swaggerem. Swagger pokonał Corbina, gdy ten próbował wydostać się z dźwigni, a sędzia omylnie uznał to za poddanie się. Corbin i Swagger zmierzyli się jeszcze raz, na gali No Mercy, skąd zwycięsko wyszedł Corbin. 1 listopada Corbin został wybrany na jednego z członków drużyny reprezentującej SmackDown w starciu międzybrandowym na gali Survivor Series, lecz tydzień później doznał kontuzji w wyniku ataku ze strony powracającego Kalisto. Corbin nie pozostał dłużny rywalowi i zaatakował Kalisto w trakcie jego walki o WWE Cruiserweight Championship, tym samym pozbawiając go szansy na zdobycie mistrzostwa. Na grudniowej gali TLC Corbin pokonał Kalisto, kończąc rywalizację.
20 grudnia 2016 skonfrontował się z nowym pretendentem do WWE Championship AJ Stylesa – Dolphem Zigglerem. Zawalczyli ze sobą w pojedynku, którego stawką było miano pretendenckie Zigglera; walka zakończyła się podwójnym wyliczeniem pozaringowym, wskutek czego Komisarz SmackDown Daniel Bryan ogłosił starcie między Zigglerem, Corbinem i Stylesem o tytuł. Te odbyło się tydzień później, a zwycięsko wyszedł z niego posiadacz mistrzostwa.
10 stycznia 2017 Corbin przegrał pojedynek z Johnem Ceną; była to jego pierwsza przegrana od maja 2016. Podczas gali Royal Rumble wziął udział w Royal Rumble matchu, dołączył do walki z numerem 13. i wyeliminował Brauna Strowmana, lecz po 32 minutach spędzonych w ringu sam został wyeliminowany przez The Undertakera. Na gali Elimination Chamber był jednym z uczestników Elimination Chamber matchu i odpadł z walki jako pierwszy. Tuż po tym zaatakował Intercontinental Championa Deana Ambrose’a, doprowadzając do jego eliminacji. Rozpoczęło to rywalizację między zawodnikami, której punktem kulminacyjnym było ich starcie podczas pre-showu WrestleManii 33; z walki zwycięsko wyszedł Ambrose, lecz Corbin pokonał go w rewanżowym Street Fightcie podczas następnego odcinka SmackDown. Rywalizacja zakończyła się, gdy Ambrose został przeniesiony do brandu Raw. 11 kwietnia Corbin zawalczył z Samim Zaynem i AJ Stylesem o miano pretendenta WWE United States Championship; z walki zwycięsko wyszedł Styles. 26 kwietnia Corbin został zawieszony za atak na sędziego i Samiego Zayna. Na gali Backlash został pokonany przez Zayna.
23 maja 2017 ogłoszono, że Corbin weźmie udział w sześcioosobowym Money in the Bank Ladder matchu na gali Money in the Bank. Ostatecznie wygrał walkę i zdobył walizkę Money in the Bank, gwarantującą mu walkę o WWE Championship w wybranym miejscu i czasie.
27 czerwca 2017 Corbin pokonał Zayna w pojedynku kończącym ich feud. Wkrótce rozpoczął rywalizację z Shinsuke Nakamurą, którego zaatakował tuż przed Money in the Bank Ladder matchem. Zmierzyli się na gali Battleground; Corbin został zdyskwalifikowany za atak poniżej pasa. Podczas kolejnego odcinka SmackDown Nakamura pokonał Corbina w walce rewanżowej, lecz tydzień później stał się ofiarą ataku ze strony rywala. Wkrótce ogłoszono, że na SummerSlam Corbin zmierzy się z Johnem Ceną. 15 sierpnia Corbin wykorzystał kontrakt Money in the Bank, lecz przez przegrał walkę o mistrzostwo przez interwencję Ceny. Na SummerSlam został pokonany przez rywala.

## Życie prywatne
Pestock jest w związku z Rochelle Roman, para wzięła ślub w 2017 roku. Wcześniej spotykał się z wokalistką zespołu In This Moment – Marią Brink.
Ojciec Pestocka zmarł w 2008 przez komplikacje związane z chorobą Creutzfeldta-Jakoba. Pestock nosi jego obrączkę na łańcuchu jako oddanie hołdu ojcu. Ma tatuaże upamiętniające jego ojca i dziadka, a także zmarłych w wypadku samochodowym przyjaciół – gwiazdę programu Jackass Ryana Dunna i producenta Zachary'ego Hartwella.
Pestock twierdzi, że pobyt w szkółce WWE dobrze wpłynął na jego osobowość i zachowanie zarówno w ringu, jak i poza nim. Wyznał, że najwięcej zawdzięcza Billy’emu Gunnowi, Billowi DeMottowi, Dusty'emu Rhodesowi i Coreyowi Gravesowi.

## Inne media
Corbin zadebiutował w grze wideo w WWE 2K16, a później pojawił się w WWE 2K17, WWE 2K18 i WWE 2K19 jako postać grywalna.

## Mistrzostwa i osiągnięcia
- Pro Wrestling Illustrated
  - 53. miejsce w rankingu PWI 500 w 2016[89]
- Revolver
  - Most Metal Athlete (2016)[90]
- Wrestling Observer Newsletter
  - Most Overrated (2018)
  - Worst Gimmick (2018) - Constable Corbin
- WWE
  - André the Giant Memorial Trophy (2016)[47]
  - Money in the Bank (2017)[76]
  - WWE United States Championship[91]
  - WWE Year-End Award for Most Hated (2018)[92]